# Nono la Grinta
 (juillet 2025).
Nono La Grinta est un rappeur français d’origine congolaise, né le 22 février 2002 à Paris[réf. souhaitée].

## Biographie
Originaire de l'Ourcq dans le 19e arrondissement de Paris, il a commencé à rapper en 2020 avec le collectif NJK.

### Carrière
En 2023, il se lance dans une carrière solo en lançant son premier EP intitulé 75022 comportant 4 sons dont 1 featuring.
Le 25 décembre de la même année, il sort le titre La Quoi ? en featuring avec La Mano 1.9. Il devient viral sur Tiktok avant sa sortie, lors du tournage du clip vidéo, notamment grâce à la phrase Le opps il boite, pourtant j'ai touché à peine. Le même jour, il sort son premier album intitulé LA QUOIII ?.
Le 20 Juin 2024, il sort deux freestyles regroupés dans un EP intitulé ON THE RADAR. 8 jours plus tard, il sort son deuxième album nommé La Griiint.
Le 2 Avril 2025, il sort le titre Paris. Il rencontre un franc succès puis il explose par la suite sur Tiktok après que le Paris-Saint-Germain se soit imposé face à l'Inter Milan en finale de Ligue des Champions. Le single sera ensuite certifié platine par le SNEP et restera 7 semaines dans le top 10 des charts Françaises.
Le 24 avril 2025, il sort un EP nommé Restart porté par le hit Paris.